# Duas Viagens ao Brasil
Duas Viagens ao Brasil (em alemão:  Warhaftige Historia und beschreibung eyner Landtschafft der Wilden Nacketen, Grimmigen Menschfresser-Leuthen in der Newenwelt America gelegen) é uma obra publicada pelo soldado germânico Hans Staden em 1557, descrevendo suas duas viagens ao novo mundo. O livro é mais conhecido pelas descrições do autor sobre suas experiências enquanto mantido em cativeiro pelos Tupinambá perto de Bertioga, Brasil. Duas Viagens ao Brasil tornou-se uma das narrativas do  gênero mais vendidas do século XVI.
Hans Staden chegou ao Brasil como artilheiro dos portugueses em 1550, sendo feito prisioneiro de guerra pelo povo Tupinambá do Brasil. Os Tupinambá tinham fama de realizar rituais antropofágicos, principalmente com prisioneiros de guerra. Como os Tupinambá eram aliados franceses, que eram inimigos dos portugueses, o relato foi dramático e em primeira pessoa, a partir da visão portuguesa, mesmo Staden não sendo português, dos nativos.

## Contexto histórico
Durante as aventuras de Staden, ocorria um confronto imperial entre franceses, espanhóis e portugueses, cujo poder naval não tinha equivalente na época. Eles disputaram recursos e controle do comércio global, o que muitas vezes resultou em violência. Devido à posição da colônia brasileira como recurso de alta prioridade, a violência ali era comum.
As tribos nativas foram forçadas a formar alianças com as potências ocidentais para conseguirem sobreviver. Uma tribo, conhecida como Tupiniquin, aliada aos portugueses; outra, conhecida como Tupinambá, aliada dos franceses. Como mercenário, Staden lutou por Portugal e pela França, acabando por fazer parte de uma guarnição num assentamento português, o que o levou a ser capturado pelos Tupinambá. A experiência de Staden foi um dos primeiros relatos de antropofagia feitos por um europeu, e mais tarde causou turbulência no mundo da antropologia, que anteriormente havia contestado a existência desses rituais.

## Staden
Hans Staden foi um viajante germânico nascido por volta de 1520 em Hesse, um principado do Sacro Império Romano. Ele estudou em várias cidades de Hesse e até serviu como soldado. Em 1547, Staden declarou que deixaria sua cidade rumo à Índia. Porém, ele logo se encontrou na América Latina.
Staden era conhecido como um “intermediário”, uma espécie de mediador entre os europeus e as tribos indígenas. Além da mediação, também atuou como corretor e tradutor para os europeus. Foi mediador em múltiplos aspectos: social, econômico e comercial. Como qualquer outro “intermediário”, ele não tomou partido.
Foi após a captura de Staden pelos Tupinambá que ele se tornou mediador. Possuía amplo conhecimento sobre a terra, geografia e povo. Durante sua permanência no cativeiro ele visou aprender a língua, as crenças e os costumes Tupinambá.
Depois que Staden adquiriu um conhecimento abundante sobre Tupinambá, eles se tornaram peões em seu jogo. Ele começou a enganá-los. Alegou que os oráculos e cabaças da tribo, conhecidos como Tamaraka, estavam mentindo sobre ele. Staden mudou sua autoimagem para fazer com que seus captores o temessem. Ao mesmo tempo, em que alcançava seus próprios objetivos, ele também se ofereceu para ser seu curador, mercenário e até mesmo profeta.
Em 1552, após ser liberto por Carlos V, Staden voltou para casa em Hesse, onde permaneceu até sua morte em 1579. Supostamente, em 1556, ele até falou com um príncipe, Landgrave Phillip, sobre seu livro. Staden descreveu-o como uma história de aventura, muito mais tranquila do que os acontecimentos reais.

## Conteúdo
Duas Viagens ao Brasil traz várias observações que Hans Staden, um explorador germânico, fez de um grupo tribal no Brasil chamado Tupinambá. Esta obra é composta por duas introduções, uma lista de ilustrações e uma narrativa em duas partes, com cinquenta e três capítulos e trinta e seis capítulos, respectivamente. Staden apresenta a antropofagia como uma prática cultural e religiosa paralelamente à sua jornada de sobrevivência. Ele partilha as suas opiniões sobre a cultura, tradições e estilo de vida indígenas a partir da perspectiva de um cativo europeu.
A experiência de Staden começa com sua captura por dois homens tupinambás – Jeppipo Wasu e Alkindar Miri – que o levaram para uma pequena aldeia chamada Uwattibi [Ubatuba]. Inicialmente, Staden sentiu medo, porque eles desejavam comer sua carne. Rituais religiosos como canto, dança e adoração que sugeriam intenções antropofágicas que agravaram seu medo. Ipperu Wasu, que manteve Staden cativo, o deu a Alkindar Miri em troca de um favor. Staden acreditava que sua morte envolveria métodos bárbaros, pois passou por uma série de ritos. O povo Tupinambá o decorou com cordões e argolas e continuou a dançar como forma de ritual.
Os Tupinambá desconfiavam dos portugueses, favorecendo os franceses, com quem estabeleceram relações diplomáticas através do comércio. O povo Tupinambá classificou Staden como português, o que colocou sua vida em risco. Os dois nativos que capturaram Staden nutriam hostilidade contra os portugueses, que mataram o seu pai. O seu desejo de vingança prometia garantir o mesmo destino a Staden. Apesar da tentativa dele de convencer os Tupinambá, mentindo sobre sua nacionalidade, um francês refutou a afirmação de Staden de ser francês. Hans Staden acreditava que o francês o apoiaria, com base na formação religiosa mútua. Em vez disso, o francês ficou do lado dos Tupinambá e partiu assim que preparou a carga.
Após vários dias de prisão, os Tupinambá transportaram Staden para outra aldeia, chamada Arirab [Ariro], onde conheceu seu rei supremo, Cunhambebe. Durante a sua visita, Staden continuou a persuadir o rei de que não era um inimigo. Ele lisonjeou o rei ao notar a sua personalidade feroz e beligerante, enquanto o rei questionava a nacionalidade de Staden, bem como partilhava histórias de como havia matado os portugueses. Após o interrogatório, o Tupinambá trouxe Staden de volta para Uwattibi, e ele esperava ser morto na chegada. Porém, os Tupiniquins atacaram a aldeia, período durante o qual Staden se ofereceu para auxiliar os Tupinambá no combate. Apesar de sua demonstração de lealdade, Staden foi novamente colocado sob vigilância.
Na Parte II, Staden compartilha suas observações sobre a natureza, a cultura e o estilo de vida Tupinambá. Sua percepção da América do Sul era dominada pelas ricas florestas e montanhas. Ele descreve os indígenas como "selvagens nus, de pele escura, hábeis e com pinturas faciais".  Staden observa que as moradias estavam bem protegidas dos inimigos, com recursos como alimentos e madeira localizados dentro de suas cabanas. Staden observa a tecnologia desenvolvida pelos povos indígenas, contando conta como os nativos criaram o fogo por meio da fricção, que mais tarde desempenhou um papel crucial na fabricação de utensílios de cozinha, como panelas. Em regiões sem presença europeia, os nativos utilizam ferramentas de animais para cortar e talhar, por desconhecerem machados, facas e tesouras. Alguma influência europeia foi espalhada pela população indígena. Staden menciona que alguns grupos tribais que participaram no comércio com os europeus consumiram sal, enquanto aqueles que não o fizeram, não. Ele menciona a fervura como parte essencial da cultura culinária. As técnicas indígenas de caça que envolviam o uso de ferramentas como arcos, flechas e redes, contribuíram demais para o abastecimento de alimentos. Staden afirma: “Acontece raramente de um homem voltar de mãos vazias da caça”. Embora Staden observe que as comunidades indígenas “não têm nenhuma forma específica de governo ou lei”, ele observa que os chefes eram figuras políticas integrais que tendiam a mostrar competência na condução da guerra e que existia uma hierarquia social nas sociedades indígenas.

## Recepção
O seu livro foi um sucesso na Europa do século XVI e uma das narrativas de viagens mais populares do seu tempo, especialmente devido ao seu carácter descritivo, às suas ilustrações e mensagem religiosa. A popularidade da obra fez com que ela moldasse o imaginário europeu sobre o Brasil durante os primeiros séculos de sua colonização, ajudando a criar uma visão paradisíaca e demoníaca, quando necessário, do Novo Mundo.
Muitos críticos concordam que o relato de Staden é uma fonte sem igual de informações sobre as culturas indígenas. Alguns críticos modernos argumentam que o relato de Staden é um dos mais confiáveis do gênero porque ele passou muito tempo na colônia, além de falar línguas indígenas.
Dependendo da edição, alguns críticos questionam a interpretação e introdução dos editores. Alguns críticos modernos argumentam que Staden exagerou nos relatos de antropofagia e até fabricou partes de sua história com base em narrativas semelhantes escritas por outros autores. Santana-Dezmann 2019 afirma que Staden ajudou a criar uma “visão irreal” com preconceitos e esteriótipos sobre o Brasil e seu povo, numa época em que não existia o país "Brasil" e nem povo brasileiro, e em uma região que ainda estava em seu período colonial.
O livro foi traduzido para vários idiomas, recebeu diversas adaptações pelo menos desde 1625, e  também foi interpretado por diversos movimentos políticos e sociais de acordo com suas respectivas agendas. As interpretações incluem um "livro infantil... Antropofagia [Canibalismo]... Estado Novo... Cinema Novo... comemoração neonacionalista e pós-moderna... [e] um filme esquecível e tedioso."
O escritor brasileiro Monteiro Lobato desconstruiu o retrato de Hans Staden como um “bom europeu” em sua adaptação da obra na série infantil Sítio do Picapau Amarelo, mostrando que sua sobrevivência se deveu à covardia e não a quaisquer “traços heroicos”.  Santana-Dezmann 2019 explica que sob as crenças indígenas, a carne de Staden carregava sua covardia, por isso ele conseguiu se manter vivo.

## Traduções
O livro somente foi traduzido para o português em 1892, por Tristão de Alencar Araripe, na Revista Trimestral do Instituto Histórico Geográfico Brasileiro, tendo foco etnográfico. A segunda tradução, voltada para o grande público, por Albert Löfgren, foi publicada em 1900. Em 1925, foi a vez de Monteiro Lobato traduzir a obra, com o título Meu Cativeiro Entre os Selvagens do Brasil.
- Staden, Hans (1900). Hans Staden. Suas Viagens e Captiveiro entre os Selvagens do Brasil. Traduzido por Albert Löfgren. São Paulo: Typ. da Casa Eclética
- Meu Captiveiro entre os Selvagens do Brasil no Wikisource em português.